# Suhi Dol, Slovenija
Suhi Dol (tudi Suhi Dol pod Planino) je zaselek naselja Planina nad Horjulom v Občini Dobrova - Polhov Gradec ob regionalni cesti Gorenja vas - Horjul, med hriboma Špik (851 m) in Kovček (789 m). Bližnja naselja so: Planina nad Horjulom, Dolge Njive in Lučine. Iz Suhega Dola vodi tudi lokalna cesta preko Golega Vrha do vasi Smrečje.
Suhi Dol je ob delavnikih v času šolskega pouka enkrat dnevno povezan s Polhovim Gradcem z integrirano avtobusno linijo št. 53 podjetja LPP.